# Јосип Хартл
Јосип Хартл Јошко (Ниш, 1964) српски је рок музичар, бубњар рок групе Кербер. Рођен 1964. године у Нишу. Завршио средњу музичку школу. Професионално се бави музиком од своје осамнаесте године. Најпознатији бендови са којима је свирао (или још свира): Кербер, Пан бенд, Неверне бебе, Генерација 5, Френки, Хазари, Мама рок. Сарађивао је са многим музичарима и бендовима: Флеке, Пулс, Кафе бал, Дадо Топић, Оливер Катић, Misty Jazz Quintet и други. У периоду од 2002. до 2004. је радио у Дечијем Културном Центру-Ниш као сарадник и држао часове бубња. 20 година је у сталној поставци групе Кербер која активно свира. У задњих пар година свира и са Pedjazz Quartet-ом, и ради на едукацији младих музичара, посебно Jazzbookа бенда у ком свирају и његови ученици, који су 2012. године као најмлађи отворили Нишвил џез фестивал.

## Дискографија

### Студијски албуми
1. 1983. Небо је мало за све (RTVLJ)
2. 1985. Ратне игре (RTVLJ)
3. 1986. Сеобе (ПГП РТБ)
4. 1988. Људи и богови (ПГП РТБ)
5. 1990. Пета страна света (ПГП РТБ)
6. 1996. Запис (ПГП РТС)

### Концертни албуми
1. 1989. 121288 (ПГП РТБ)
2. 1999. Unplugged (ПГП РТС)

### Синглови
1. 2003. Свети Никола

### Компилације
1. 1998. Антологија 1983 - 1998 I (Take It Or Leave It)
2. 1991. Антологија 1983 - 1998 II (Take It Or Leave It)

### Бокс сетови
1. 2009. Сабрана дела (ПГП-РТС)